# Pedicia nielseni
Pedicia nielseni är en tvåvingeart som först beskrevs av Slipka 1955.  Pedicia nielseni ingår i släktet Pedicia och familjen hårögonharkrankar. Inga underarter finns listade i Catalogue of Life.